# Список рек Эквадора

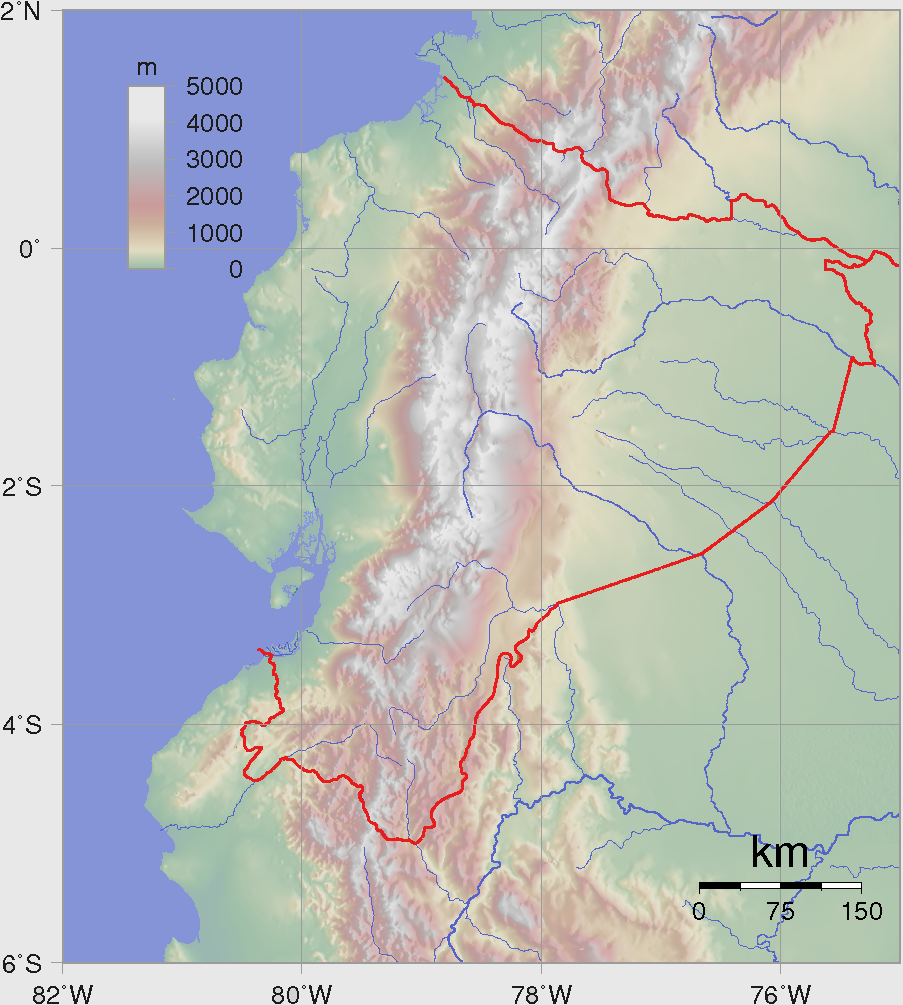
Карта основных рек Эквадора. Анды разделяют страну примерно посередине.

Ниже представлен список крупнейших рек Эквадора. Реки страны являются важной частью географии и экономики, так как строительство автомобильных и железных дорог в стране затруднено в связи с рельефом (горы, джунгли). В XX веке на реках Эквадора стали возводиться ГЭС, по состоянию на 2006 год их суммарная мощность составляла 1750 мегаватт. Впрочем, их строительство регулярно сталкивается с протестами местных жителей, опасающихся за экологическую чистоту их регионов проживания.
Большинство из более чем 2000 рек и речушек имеют истоки в Андах, они вытекают оттуда либо на запад в сторону Тихого океана, либо на восток в сторону Амазонки, которая в свою очередь впадает в Атлантический океан. Узкие в высокогорьях, большинство рек расширяются по мере того, как достигают равнин ближе к побережью. Во время сезона дождей, который длится с января по апрель, реки, впадающие в Тихий океан, разливаются и часто наносят ущерб.

## Атлантический океан
- Путумайо
- Напо
  - Курарай
  - Агуарико[англ.]
- Мараньон (Перу)
  - Тигре[англ.]
  - Пастаса
  - Морона[англ.]
  - Сантьяго[нем.]
    - Намангоса[нем.][1]
      - Пауте[нем.]
        - Куэнка[нем.]
          - Мачангара[нем.]
          - Тумебабмба[нем.]
            - Янункай[нем.]

      - Упано

    - Самора[нем.]

  - Майо[нем.]

## Тихий океан
- Мира[англ.]
  - Сан-Хуан[нем.]
- Кайпас[нем.]
- Эсмеральдас[исп.]
  - Гуайллабамба[исп.]
- Чоне[англ.]
- Гуаяс
  - Дауле[нем.]
  - Бабаойо[исп.]
    - Ягуачи[исп.]
- Каньяр[нем.]
- Хубонес[нем.]
- Сарумилья[нем.]
- Пуянго[исп.]
- Чира
  - Катамайо[нем.]
- Патия (Колумбия)
  - Гуайтара